# Namla jezik
Namla jezik (ISO 639-3: naa), novopriznati još uvijek neklasificirani jezik kojim govori oko 30 osoba u selu Namla u regenciji Keerom na indonezijskom dijelu Nove Gvineje.
Za ovaj jezik još nije ustanovljena srodnost s nijednim drugim jezikom koji ima ISO 639-3: identifikator, a 2007. označen je kodnim elementom [naa]. Govornici se služe i jezicima tofanma [tlg] ili papuanskim malajskim [pmy].